# Janine Völker
Janine Völker est une ancienne joueuse allemande de volley-ball née le 19 septembre 1991 à Crivitz. Elle mesure 1,77 m et jouait au poste de libero. Elle a totalisė 4 sélections en équipe d'Allemagne.

## Clubs
| Club          | De        | À         |
| ------------- | --------- | --------- |
| 1. VC Parchim |           | 2008-2009 |
| Schweriner SC | 2009-2010 | 2010-2011 |
| 1. VC Parchim | 2011-2012 | 2011-2012 |
| Schweriner SC | 2012-2013 | 2015-2016 |
| 1. VC Parchim | 2016-2017 | 2016-2017 |

## Palmarès

### Équipe nationale
- Championnat d'Europe des moins de 18 ans
  - Vainqueur : 2007.
- Championnat du monde des moins de 20 ans
  - Vainqueur : 2009.

### Clubs
- Championnat d'Allemagne
  - Vainqueur : 2011, 2013.
- Coupe d'Allemagne
  - Vainqueur : 2013.